# Bedford-Stuyvesant

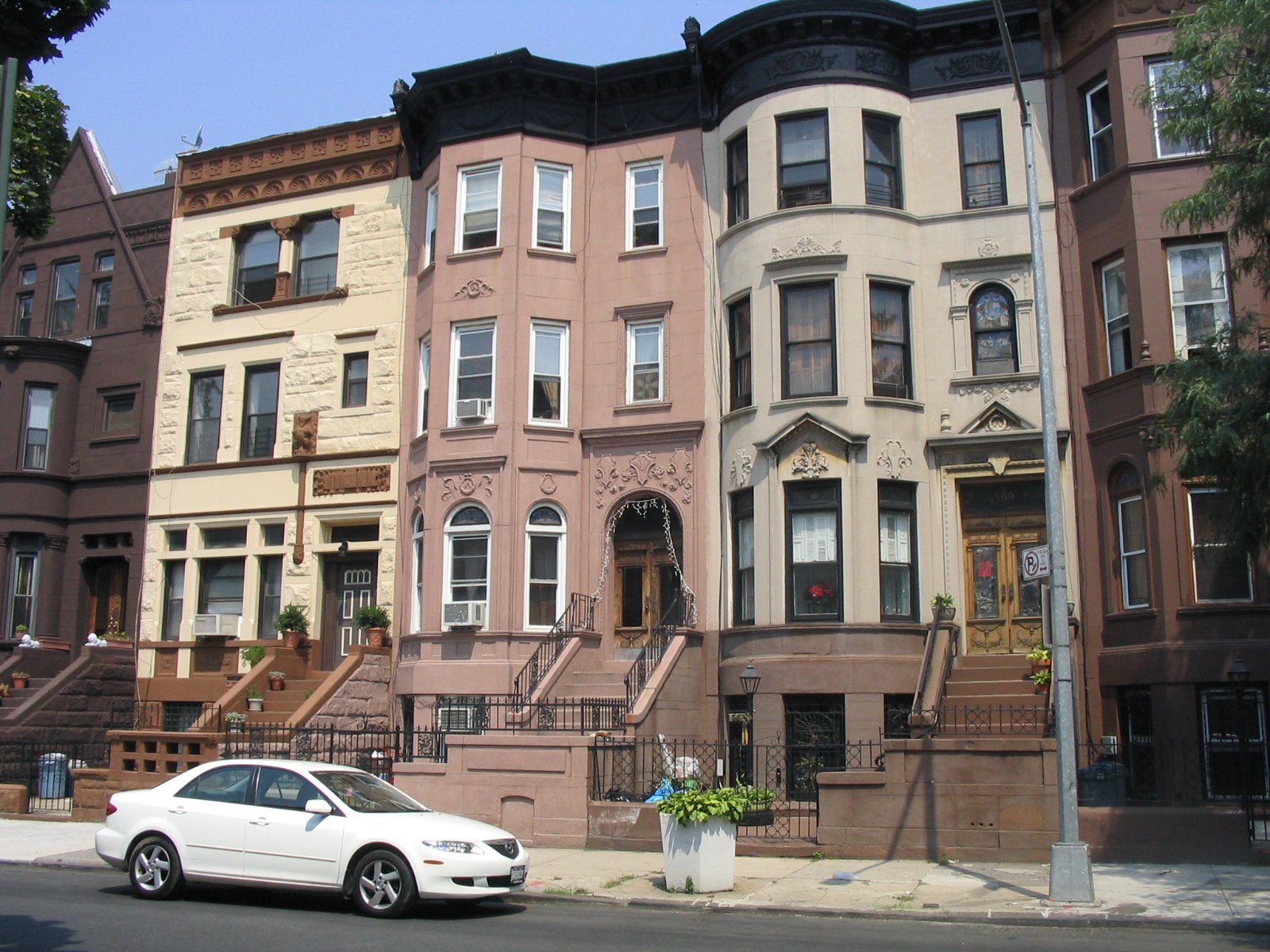
Casas em Bedford-Stuyvesant

Bedford-Stuyvesant (também conhecido como Bed-Stuy) é o bairro central de Brooklyn (Condado de Kings) na Cidade de Nova Iorque.
O bairro é cortado ao norte pela Avenida Flushing, ao oeste pela Avenida Classon, ao sul pela Park Place e ao leste pela Avenida Ralph.
Com o passar dos anos, Bed-Stuy conseguiu o primeiro Centro Cultural Africano nas Américas pela ascendência de sua população. Com a inauguração de uma linha de metrô em 1936, negros do Harlem começaram a se mudar para o Brooklyn pela melhor condição de vida. No Bed-Stuy, os negros predominam e é a área mais habitada do Brooklyn. As maiores avenidas são a Avenida Nostrand e a Avenida Fulton.
O bairro é cenário da série Everybody Hates Chris (br: Todo Mundo Odeia o Chris), que mostra o bairro como uma violenta e conturbada terra de ninguém e dos filmes Do the Right Thing (br: Faça a Coisa Certa), de 1989, e Crooklyn (br: Uma Família de Pernas pro Ar), de 1994, ambos do diretor Spike Lee.
Bed-Stuy é também o bairro onde nasceram os rappers The Notorious B.I.G., Lil' Kim e Jay-Z.
O bairro possui esse nome pois foi a junção de dois bairros diferentes e vizinhos: Bedford e Stuyvesant.